# PX结构域
PX结构域（英語：PX domain）是一类蛋白质结构域，能通过结合磷脂酰肌醇（Phosphatidylinositol，PI）使蛋白定位到细胞膜上，最早在NADH氧化酶p40phox中发现。